# Навас, Кейлор
Кейло́р Анто́нио На́вас Гамбо́а (исп. Keylor Antonio Navas Gamboa; род. 15 декабря 1986[…], Картаго) — коста-риканский футболист, вратарь мексиканского клуба «УНАМ Пумас» и национальной сборной Коста-Рики. Участник чемпионатов мира 2014, 2018 и 2022 годов в составе сборной Коста-Рики. Первый коста-риканский футболист, ставший победителем Лиги чемпионов УЕФА.

## Клубная карьера
Навас является воспитанником футбольной академии клуба «Саприсса». 6 ноября 2005 года в матче против «Кармелиты» он дебютировал в коста-риканской Примере. После двух сезонов он завоевал место основного голкипера. Кейлор помог «Саприссе» шесть раз стать чемпионом Коста-Рики, а также выиграть Кубок чемпионов КОНКАКАФ и занять третье место на клубном чемпионате мира.
Летом 2010 года Навас перешёл в испанский «Альбасете». Спустя 20 лет он стал вторым коста-риканским вратарём команды после Луиса Конехо. 29 августа в матче против «Алькоркона» Кейлор дебютировал в Сегунде. По итогам сезона клуб вылетел и Навас перешёл в «Леванте» на правах аренды. 13 мая 2012 года в матче против «Атлетика Бильбао» он дебютировал в Ла Лиге. По окончании сезона «Леванте» выкупил трансфер вратаря. В сезоне 2013/2014 Кейлор завоевал место основного голкипера клуба.
Летом 2014 года Навас перешёл в «Реал Мадрид». Сумма трансфера составила 10 млн евро. В матче против «Эльче» он дебютировал за новый клуб. Летом 2015 года после ухода ветерана «сливочных» Икера Касильяса в португальский «Порту», Кейлор стал основным вратарём столичного клуба. В 2016 году он выиграл Лигу чемпионов, победил на клубном чемпионате мира и завоевал Суперкубок УЕФА. В 2017 году Кейлор впервые выиграл чемпионат Испании в составе королевского клуба, а также второй раз подряд стал победителем Лиги чемпионов. В сезоне 2017/18 завоевал с командой бронзовые медали чемпионата Испании и в третий раз подряд победил в Лиге чемпионов. 30 августа на жеребьёвке Лиги чемпионов УЕФА 2018/19 в Монако Навас был объявлен лучшим вратарём сезона Лиги чемпионов УЕФА 2017/18. После прихода в «Реал» Тибо Куртуа летом 2019 года Навас перестал быть основным вратарём команды.
2 сентября 2019 года Навас перешёл во французский «Пари Сен-Жермен». В течение первых двух сезонов в парижском клубе Навас был основным голкипером команды и завоевал в её составе пять титулов. Летом 2021 года состав «Пари Сен-Жермен» пополнил итальянский голкипер Джанлуиджи Доннарумма. В сезоне 2021/22 Навас и Доннарумма играли попеременно, однако со следующего сезона тренерский штаб команды решил сделать ставку на итальянца, после чего Кейлор потерял место в основе команды. 31 января 2023 года Навас ушёл в аренду в «Ноттингем Форест» до конца сезона 2022/23. 11 мая 2024 года Навас объявил об уходе из ПСЖ после окончания сезона 2023/24.
22 января 2025 года в статусе свободного агента перешёл в «Ньюэллс Олд Бойз», подписав контракт до 31 декабря 2025 года. В июне 2025 года Навас начал искать возможность покинуть команду из-за проблем в отношениях с тренерским штабом и болельщиками «Ньюэллс», из-за чего он попросил не включать его в состав на первые матчи Клаусуры 2025, а также обратился к клубу с просьбой разрешить ему перейти в другую команду. После нескольких недель неудачных переговоров о продаже, «Ньюэллс» объявил об уходе Наваса из клуба 21 июля 2025 года, через шесть месяцев после присоединения к команде.
22 июля 2025 года клуб чемпионата Мексики «УНАМ Пумас» объявил о подписании контракта с Навасом.

## Карьера в сборной
В 2008 году Навас дебютировал за сборную Коста-Рики. В 2009 году он попал в заявку национальной команды на участие в Золотом кубке КОНКАКАФ. На турнире Кейлор сыграл в матчах против Сальвадора, Гваделупы и Мексики. По итогам соревнований был признан лучшим вратарём турнира. В 2011 году Навас во второй раз принял участие в розыгрыше Золотого кубка КОНКАКАФ. На турнире он сыграл в матчах против сборных Кубы, Сальвадора, Мексики и Гондураса.
В 2014 году Кейлор был включён в заявку сборной на участие в чемпионате мира в Бразилии. На турнире он сыграл в матчах против сборных Уругвая, Италии, Англии, Греции и Нидерландов. В трёх встречах он был признан лучшим футболистом поединка и внёс огромный вклад в первый в истории национальной команды выход в 1/4 финала первенства.
23 мая 2024 года объявил о завершении карьеры в сборной Коста-Рики. Однако в мае 2025 года, Навас вернулся в сборную для участия в отборочных матчах чемпионата мира 2026 года и Золотом кубке КОНКАКАФ.

## Статистика выступлений

### Клубная статистика
| Выступление      | Выступление      | Выступление      | Чемпионат | Чемпионат | Кубки | Кубки | Еврокубки | Еврокубки | Итого | Итого |
| Клуб             | Лига             | Сезон            | Игры      | Голы      | Игры  | Голы  | Игры      | Голы      | Игры  | Голы  |
| ---------------- | ---------------- | ---------------- | --------- | --------- | ----- | ----- | --------- | --------- | ----- | ----- |
| Саприсса         | Примера          | 2007/08          | 15        | -14       | —     | —     | —         | —         | 15    | -14   |
| Саприсса         | Примера          | 2008/09          | 27        | -24       | —     | —     | 5         | -7        | 32    | -31   |
| Саприсса         | Примера          | 2009/10          | 27        | -20       | —     | —     | 4         | -5        | 31    | -25   |
| Саприсса         | Итого            | Итого            | 69        | -58       | —     | —     | 9         | -12       | 78    | -70   |
| Альбасете        | Сегунда          | 2010/11          | 36        | -49       | —     | —     | —         | —         | 36    | -49   |
| Альбасете        | Итого            | Итого            | 36        | -49       | —     | —     | —         | —         | 36    | -49   |
| Леванте          | Ла Лига          | 2011/12          | 1         | 0         | 5     | -9    | —         | —         | 6     | -9    |
| Леванте          | Ла Лига          | 2012/13          | 9         | -10       | 4     | -5    | 12        | -7        | 25    | -22   |
| Леванте          | Ла Лига          | 2013/14          | 37        | -39       | 2     | -1    | —         | —         | 39    | -40   |
| Леванте          | Итого            | Итого            | 47        | -49       | 11    | -15   | 12        | -7        | 70    | -71   |
| Реал Мадрид      | Ла Лига          | 2014/15          | 6         | -3        | 3     | -5    | 2         | 0         | 11    | -8    |
| Реал Мадрид      | Ла Лига          | 2015/16          | 34        | -28       | 0     | 0     | 11        | -3        | 45    | -31   |
| Реал Мадрид      | Ла Лига          | 2016/17          | 27        | -31       | 2     | -2    | 12        | -17       | 41    | -50   |
| Реал Мадрид      | Ла Лига          | 2017/18          | 27        | -31       | 6     | -5    | 11        | -13       | 44    | -49   |
| Реал Мадрид      | Ла Лига          | 2018/19          | 10        | -8        | 8     | -11   | 3         | -2        | 21    | -21   |
| Реал Мадрид      | Итого            | Итого            | 104       | -101      | 19    | -23   | 39        | -35       | 162   | -159  |
| Пари Сен-Жермен  | Лига 1           | 2019/20          | 21        | -18       | 5     | -2    | 9         | -6        | 35    | -26   |
| Пари Сен-Жермен  | Лига 1           | 2020/21          | 29        | -18       | 4     | -3    | 12        | -15       | 45    | -36   |
| Пари Сен-Жермен  | Лига 1           | 2021/22          | 21        | -18       | 2     | -1    | 3         | -5        | 26    | -24   |
| Пари Сен-Жермен  | Лига 1           | 2022/23          | 0         | -0        | 2     | -1    | —         | —         | 2     | -1    |
| Пари Сен-Жермен  | Лига 1           | 2023/24          | 4         | -6        | 2     | -1    | —         | —         | 6     | -7    |
| Пари Сен-Жермен  | Итого            | Итого            | 75        | -60       | 15    | -8    | 24        | -26       | 114   | -94   |
| Ноттингем Форест | Премьер-лига     | 2022/23          | 17        | -32       | —     | —     | —         | —         | 17    | -32   |
| Ноттингем Форест | Итого            | Итого            | 17        | -32       | —     | —     | —         | —         | 17    | -32   |
| Ньюэллс Олд Бойз | Примера          | 2025             | 14        | -11       | 2     | 0     | —         | —         | 16    | -11   |
| Ньюэллс Олд Бойз | Итого            | Итого            | 14        | -11       | 2     | 0     | —         | —         | 16    | -11   |
| УНАМ Пумас       | Лига МХ          | 2025/26          | 1         | -0        | 2     | -3    | —         | —         | 3     | -3    |
| УНАМ Пумас       | Итого            | Итого            | 1         | -0        | 2     | -3    | —         | —         | 3     | -3    |
| Всего за карьеру | Всего за карьеру | Всего за карьеру | 363       | -360      | 49    | -49   | 84        | -80       | 496   | -489  |

1. ↑  Кубок короля, Суперкубок Испании, Кубок Франции, Суперкубок Франции, Кубок французской лиги, Кубок Аргентины Суперкубок УЕФА, Клубный кубок мира ФИФА, Кубок лиг.

## Достижения

### Командные
«Саприсса»
- Чемпион Коста-Рики (6): 2005/06, 2006/07, Апертура 2007, Клаусура 2008, Апертура 2010, Клаусура 2010
- Обладатель Кубка чемпионов КОНКАКАФ: 2005

«Реал Мадрид»
- Чемпион Испании: 2016/2017
- Обладатель Суперкубка Испании: 2017
- Победитель Лиги чемпионов УЕФА (3): 2015/16, 2016/17, 2017/18
- Обладатель Суперкубка УЕФА (2): 2014, 2017
- Победитель Клубного чемпионата мира (4): 2014, 2016, 2017, 2018

«Пари Сен-Жермен»
- Чемпион Франции (3): 2019/20, 2021/22, 2023/24
- Обладатель Кубка Франции (2): 2019/20, 2020/21
- Обладатель Кубка французской лиги: 2019/20
- Обладатель Суперкубка Франции (2): 2020, 2022
- Финалист Лиги чемпионов УЕФА: 2019/20

### Личные
- Лучший вратарь Европы по версии УЕФА: 2018
- Лучший вратарь Золотого кубка КОНКАКАФ: 2009[32]
- Лучший вратарь чемпионата Испании: 2013/14[33]
- Игрок месяца Ла Лиги: март 2014[34]
- Лучший игрок года КОНКАКАФ (2): 2014, 2017
- Лучший вратарь года КОНКАКАФ (3): 2016, 2017[35], 2018[36]
- Обладатель трофея ЭФЭ: 2016
- Входит в символическую сборную сезона по версии European Sports Media: 2015/16
- Лучший вратарь Лиги чемпионов УЕФА: 2017/18[37]
- Первый иностранный вратарь «Реал Мадрид», сыгравший в 100 матчах за клуб в Ла Лиге[источник не указан 394 дня]
- Вратарь года чемпионата Франции: 2021